# بانوی اهل تگزاس
بانوی اهل تگزاس (به انگلیسی: The Lady from Texas) یک فیلم کمدی و وسترن آمریکایی محصول ۱۹۵۱ به کارگردانی جوزف پونی با بازی هاوارد داف، مونا فریمن و جوزفین هال است.

## داستان
یک آشپز مزرعه و یک گاوچران یک بیوه پیر فقیر در یک جنگ داخلی از دست یک غارتگر ملک‌شان را نجات می‌دهند.